# أرومة وعائية متوسطة
الأرومة الوعائية المتوسطة أو الأرومة الوعائية المتوسطيَّة (بالإنجليزية: Mesoangioblast)‏ هي نوع من الخلايا السلفية المرتبطة بجدران الجملة الوعائية. تبدي الأرومات الوعائية المتوسطة العديد من أوجه التشابه مع الخلايا الحولية الموجودة في الأوعية الصغيرة. الأرومات الوعائية المتوسطة هي خلايا جذعية متعددة القدرات لها القدرة على الانحدار إلى أنساب البطانة أو الأديم المتوسط. تعبر الأرومات الوعائية المتوسطة عن العلامة الواسمات الأساسية للأسلاف المكونة للأوعية، كاي دي آر (إف إل كاي 1). بسبب هذه الخصائص، تعد الأرومات الوعائية المتوسطة سلائفًا لخلايا العضلات الهيكلية والملساء والقلبية بالإضافة إلى الخلايا البطانية. اقترحت الأبحاث تطبيقها في العلاج باستخدام الخلايا الجذعية لسوء التغذية العضلي وأمراض القلب الوعائية.

## الأبحاث والتطبيقات

### سوء التغذية العضلي
نظرًا لقدرتها على التمايز إلى خلايا عضلية هيكلية، اختُبرت الأرومات الوعائية المتوسطة كشكل من أشكال العلاج بالخلايا الجذعية لتجديد العضلات الهيكلية على نماذج حيوانية في حالات الحثل العضلي الدوشيني والفساد العضلي الطرفي. أظهرت التجارب على الفئران المصابة بالحثل بعوز ألفا ساركوغليكان (ألفا-إس جي) أن زراعة الأرومة الوعائية المتوسطة قد يستعيد وظيفة العضلات في الفساد العضلي الطرفي. تم إيصال خلايا من الشريان الأبهر الظهري الجنيني المستنسخ عبر الشرايين، إذ هاجرت والتصقت بالعضلات الضامرة كطعم، بسبب تعبيرها عن مستقبلات المنتجات النهائية للغلوزة المتقدمة. أدى دمج هذه الخلايا إلى زيادة التعبير عن ألفا-إس جي والحد من التليف والأذية العضلية. بالاقتران مع الخلايا الجذعية المتعلقة باللحمة المتوسطة، يمكن أن تندمج الأرومات الوعائية المتوسطة في الألياف العضلية الحثلية وتوفر بروتينات تعويضية مثل الديستروفين، والتي تحل محل الخلايا المصابة. في دراسة أجريت عام 2006، استُخدمت زراعة الأرومة الوعائية المتوسطة لتخفيف آثار سوء التغذية العضلي لدى كلاب الجولدن ريتريفير المصابة بسوء تغذية عضلي خلقي. نجت الكلاب التي أعطيت الخلايا الخيفية، بينما ماتت حيوانات مجموعة الضبط في غضون سنة واحدة.

### اعتلال عضلي متقدري
وجدت الأبحاث أيضًا أنه يمكن دمج الأرومات الوعائية المتوسطة في النبيبات العضلية التي تحمل طفرات في الدنا المتقدري (دنا ميتوكوندريا) للحد من الحمل الطفري في حالات الاعتلال العضلي المتقدري. تبين أن الأرومات الوعائية المتوسطة تظهر القليل من الحمل الطفري في الدنا المتقدري في حالات الاعتلال العضلي المتقدري، وتسمح لها قدرتها على المرور عبر جدر الأوعية الدموية، على عكس الخلايا الساتلة والأرومات العضلية، بأن تكون مرشحة مناسبة للعلاج بالخلايا الجذعية المكونة للخلايا العضلية. لدمج النبيبات العضلية مع الأرومات الوعائية المتوسطة، دُمجت الأرومات الوعائية المتوسطة الأنثوية والطافرة والنبيبات العضلية مع الأرومات المتوسطة الذكرية من النمط البري للسماح باستخدام التهجين الموضعي المتألق لمعايرة النوى الإيجابية والسلبية للكروموسوم واي. طُور بروتوكول ملقط الليزر لتقييم الحمل الطفري للدنا المتقدري، ما أدى إلى انخفاض نسبي في الحمل الطفري إلى النسبة المئوية لنوى النبيب العضلي من النمط البري. تتضمن هذه التجربة علاجًا محتملًا بالخلايا الجذعية في العضلات باستخدام الأرومات الوعائية المتوسطة، ولكن عدد نوى الأرومة الوعائية المتوسطة بحاجة إلى التحسين لإجراء مزيد من الدراسات.

### أمراض القلب الوعائية
يمكن استخدام الأرومات الوعائية المتوسطة القلبية، المأخوذة من مناطق مختلفة من قلوب صغار الفئران، لتتمايز إلى خلايا عضلية قلبية. لأن خلايا عضلة القلب تفقد القدرة على الانقسام بعد الولادة، إذا حدث ضرر في الخلايا جراء المرض، لا يكون قابلًا للإصلاح، ما يؤدي إلى قصور القلب والوفاة. يمكن لنحو 30% من الخلايا أن تتمايز إلى خلايا عضلية ملساء من خلال معالجة الأرومات الوعائية المتوسطة البالغة للقلب باستخدام عامل النمو المحول بيتا، ولكن معظمها يتمايز إلى خلايا عضلية قلبية. عن طريق الزرع المشترك للأرومات الوعائية المتوسطة القلبية مع الخلايا العضلية القلبية لصغار الفئران، تتمايز العديد من الأرومات الوعائية المتوسطة إلى خلايا عضلية قلبية. تعبر الخلايا العضلية القلبية هذه عن الكونيكسين 43 والميوسين والأكتين والأكتينين ألفا، وهي واسمات خلايا عضلة القلب. من خلال استخدام تفاعل البوليمراز المتسلسل_للنسخ العكسي، وُجد أن الأكتين الهيكلي غير موجود، بينما كان الأكتين القلبي موجودًا. يسمح هذا الحل بتجديد خلايا عضلة القلب التي يمكن زرعها واستبدال الخلايا التالفة واستعادة الوظيفة القلبية.